# Dsmitryj Masaleuski
Dsmitryj Dsmitryjewitsch Masaleuski (belarussisch Дзмітрый Дзмітрыевіч Мазалеўскі, * 30. April 1985 in Brest) ist ein belarussischer ehemaliger Fußballspieler.

## Karriere

### Verein
Masaleuski begann seine Karriere beim FK Dinamo Brest. Nach acht Jahren in seiner Heimatstadt wechselte er 2012 zum Ligakonkurrenten BATE Baryssau. Sein Champions-League-Debüt gab er im September 2012.
Im Oktober 2016 wechselte er nach Hongkong zum Hong Kong Rangers FC.

### Nationalmannschaft
Masaleuski war U-21-Nationalspieler. 2007 wurde er erstmals für die A-Nationalmannschaft nominiert. Sein Debüt gab er im August 2007 im Testspiel gegen Israel.